# La madre naturaleza
La madre naturaleza es una novela de Emilia Pardo Bazán publicada en 1887.
Fue considerada en el momento de su aparición como uno de los ejemplos más ortodoxos del naturalismo en España, a pesar de sus diferencias con las prescripciones de Émile Zola. Tiene una continuidad temática y cronológica con otra novela de la misma escritora, ya que es la conclusión de la historia de los personajes de Los pazos de Ulloa, continuidad que la autora propone en el subtítulo de la obra.

## Argumento
Es una brillante continuación del libro anterior; Emilia Pardo Bazán usa en esta obra una prosa más poética y descriptiva, y en sus páginas se siente el amor que profesa a su tierra recreando los ambientes campestres. Vemos desarrollados los personajes de Perucho y Manolita, y conocemos a otro no menos interesante: Gabriel. La tesis de esta novela es una invocación a la cultura, concretamente a la religión, al naturalismo cristiano, frente al imperio de la naturaleza desordenada y sin control. Es el relato de una atracción incestuosa, un proceso natural condenado por la sociedad: el enfrentamiento entre naturaleza y cultura, expresado como la fuerza irresistible del amor que sienten dos seres (Perucho y Manuela, su hermana por parte de padre) que acaban sucumbiendo a sus impulsos naturales.

## Personajes
- Julián, el párroco, sirve de enlace entre la novela anterior y La madre Naturaleza y juega un papel central en su desenlace. Según Ignacio Javier López, Julián es el máximo exponente del naturalismo cristiano de Pardo Bazán: frente a ese imperio de la naturaleza sin control, en esta segunda novela don Julián invoca la cultura —y, en concreto la religión— como potencia contra la naturaleza desordenada. Esta tesis de superioridad del espíritu, abiertamente expuesta en los capítulos finales por el párroco, está, sin embargo, esbozada a lo largo de toda la novela.[1]

- Gabriel Pardo, hermano de la fallecida Nucha y tío de Manuela, de quien se enamora, puede ser considerado el verdadero protagonista de la novela,[2] ya que es con su llegada a los Pazos, en el capítulo quinto, cuando realmente comienza la acción. También puede encontrarse un paralelismo entre la relación de Gabriel y Nucha —apenas sugerida, pero entendida como no la propia entre hermanos— y la relación incestuosa de Perucho y Manuela.[1]

- Manuela y Perucho, medio hermanos sin saberlo —él, hijo del marqués con la criada Sabela; ella, con su legítima esposa Nucha— no saben de normas culturales, religiosas ni sociales, sólo han aprendido las leyes de la madre naturaleza; viven en plenitud lo que ella les da. De esta manera acaban enamorándose y cometiendo incesto. Y cuando les quitan «la venda de los ojos» y descubren su parentesco, actúan como se esperaría de ellos según las coordenadas culturales y sociales de la época: el chico se va y Manuela, que no puede pensar la vida sin él, se retira a un convento a instancias de Julián.

## Estilo y temas
Como su título indica, se hace especialmente patente en estas dos novelas el amor por la descripción del paisaje gallego por parte de la autora, con unos conocimientos de la botánica y de las costumbres rurales muy superiores a los de sus contemporáneos, lo que hay que atribuir a su peculiar biografía. La novela, a pesar de que corresponde al período de mayor influencia naturalista en la escritora, es una prueba de la originalidad y fortuna con que contempla e interpreta la naturaleza en su relación con lo humano, como cuando compara a Perucho con un perro.
Retoma en esta obra la autora algunos temas de la novela anterior, como la superioridad moral de las clases altas. El personaje de Gabriel Pardo increpa a Perucho por pretender a Manolita, que pertenece a una clase superior a la suya:

¿Y siendo sus padres de usted..., un mayordomo y una criada..., cómo se ha atrevido usted..., a poner los ojos en mi sobrina? Cómo se ha atrevido usted... (ensordeciendo la voz, que vibraba de enojo aún) a levantarse hasta dónde usted no puede ni debe subir?

Parte de esta dicotomía clase alta (moralidad) y clase baja (inmoralidad) es la descripción de los hábitos higiénicos de los personajes. Pardo Bazán identifica limpieza corporal con limpieza de espíritu, especialmente en el caso de los personajes femeninos. La espiritualidad es otro de los temas fundamentales de la historia, de acuerdo a las teorías expuestas por Emilia Pardo Bazán acerca de la dualidad del hombre: cuerpo y espíritu, en las que la autora defiende la indiscutible superioridad del espíritu sobre lo fisiológico. La solución que se da al conflicto planteado en La madre Naturaleza habla por sí sola:

La ley de la naturaleza, aislada, sola, invóquenla las bestias: nosotros invocamos otra más alta. Para eso somos hombres, hijos de Dios y redimidos por él.

Aunque en otras obras, ensayísticas y de ficción, Pardo Bazán se hizo notar como una de las grandes defensoras de los derechos de las mujeres de su tiempo, Ángeles Patino defiende que este feminismo queda diluido en las dos novelas que componen el ciclo de los Pazos, basándose para ello en las descripciones que hace de los personajes, atribuyendo cualidades típicamente femeninas a aquellos a quien la autora quiere denigrar o ridiculizar (como Julián), sobre quien Patino se pregunta: «¿Por qué este empeño en burlarse del personaje asemejándolo a una mujer? ¿Tendríamos que deducir, por otra parte, que la debilidad de carácter es un rasgo propio de las hembras?» Sin embargo, la voz narradora de Pardo Bazán, de quien el propio Émile Zola dijo que "no parecía de mujer", a menudo se servía de una perspectiva masculina para subvertir la visión tradicional de los roles de género.

## Publicación y trascendencia
A la publicación de La madre Naturaleza, en 1887, precedió en un año la de Los pazos de Ulloa, la obra que había situado a su autora en la primera línea de la actualidad literaria española. Pero el éxito de Los pazos provoca las lógicas reservas respecto a su anunciada segunda parte, y una vez aparecida la novela, no llega a conseguir el éxito popular de su predecesora. El tema del incesto repele a la crítica de la época, que recibe el libro con un obstinado silencio.
La crítica posterior consideró a La madre Naturaleza una de las más importantes obras de la autora gallega. Se alaba la riqueza y complejidad de su prosa e incluso se la considera superior en estilo y profundidad a Los pazos de Ulloa.